# 20430 Stout
20430 Stout è un asteroide della fascia principale. Scoperto nel 1999, presenta un'orbita caratterizzata da un semiasse maggiore pari a 2,6463277 UA e da un'eccentricità di 0,2015819, inclinata di 14,76650° rispetto all'eclittica.
L'asteroide è dedicato a Earl Douglas Stout, bisnonno di Susannah Lazar, una degli scopritori.